# Y.ua
Cyfra (Y.UA) (Цифра) — українська мережа магазинів електроніки, побутової техніки та інших товарів в онлайн та офлайн середовищі.

## Історія розвитку
Компанія Cyfra була створена у 2002 році. У 2007 році отримала торгову марку «Y» та змінила адресу домену з cyfra.com.ua на y.ua. У 2008 році стала переможцем рейтингу «Вибір користувачів Price.ua». Ребрендинги компанія проводила у 2004, 2007, 2011, 2013, 2016 роках. Компанія має статус партнера багатьох виробників техніки. Була офіційним дилером Canon, Nikon, Panasonic, Lenovo, Acer, Asus, JVC, Olympus, Dell у 2006—2013 роках. 
Станом на 2020 рік в компанії працює 60 співробітників.

## Діяльність
Сфера діяльності — електронна комерція.
Інтернет-магазин «Цифра» здійснює поставку товарів по всій Україні. Магазин «Цифра» знаходиться в Києві. Має представництва у містах: Дніпро, Харків, Львів, Івано-Франківськ. Особливістю компанії є постійні огляди нової цифрової техніки, тестування та публікування результатів, розміщення новин IT в мережі інтернет.